# Jean-Michel Mension
 (juin 2023).
Si vous disposez d'ouvrages ou d'articles de référence ou si vous connaissez des sites web de qualité traitant du thème abordé ici, merci de compléter l'article en donnant les références utiles à sa vérifiabilité et en les liant à la section « Notes et références ».
Jean-Michel Mension (24 septembre 1934 à Paris 18e - 6 mai 2006 à Clichy) est un journaliste et écrivain français.

## Biographie
Jeune révolté éternel, il participe à l'internationale lettriste avec Guy Debord, un ami de jeunesse et de boisson. Il en est le premier adhérent proclamé et signe, dans le numéro 2 ronéotypé de la revue du même nom,  l'article Grève générale ainsi que le Manifeste rédigé par Debord qui l'inaugure. Mais il est également assez rapidement parmi les premiers exclus (fin 1953 - début 1954) pour être selon certains « purement décoratif » . Il revendique à cette même période, l'écriture d'un unique film, La Corrida, souvenir des maisons de correction qu’il fréquentât avant sa majorité mais dont le texte a été perdu dans un bistrot, ainsi que sa présence, plus ou moins active, lors de l'inscription début 1953 du graffiti NE TRAVAILLEZ JAMAIS sur un mur de l'Institut, rue de Seine à Paris.
Avec Jean-Marie Binoche, il est l'auteur d'une célèbre inscription « ICI ON NOIE LES ALGÉRIENS » sur un pont de Paris après la ratonnade et le massacre des Algériens à Paris en octobre 1961. Une photo en est prise avant que la phrase soit effacée.
Il ne travaille que rarement, boit beaucoup et multiplie les aspects d'une vie insoumise à l'ordre moral commun, bourgeois comme communiste, s'inspirant des principes pratiques prodigués par Arthur Rimbaud telles que « Atteindre le merveilleux par le dérèglement de tous les sens ». 

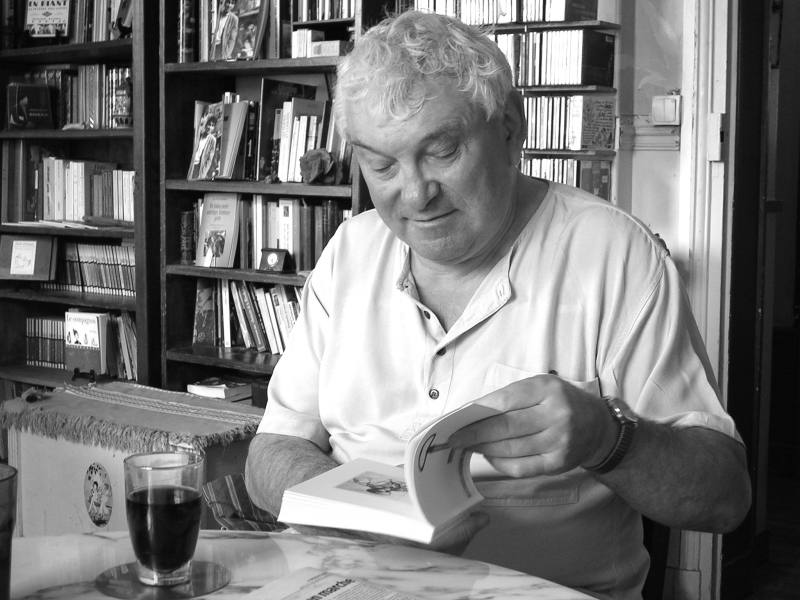
Jean-Michel Mension dit Alexis Violet (en lisant), août 2004.

Sa fantaisie et son irrégularité lui valent de n'être apprécié que par courtes périodes par le Parti Communiste auquel il participa mais mal intégré pour ses opinions trotskystes.
Il participe à l'organisation de la Ligue communiste révolutionnaire et est proche d'Alain Krivine. Il participe aux subversions de toutes sortes y compris les révoltes de Mai 68.
Il signe Alexis Violet : « Alexis », son pseudonyme de militant trotskiste, « Violet » parce qu'il était connu pour être toujours vêtu de cette couleur. Il est inhumé au cimetière ancien de Clichy.

## Publications
- La Tribu, Paris, Allia, 1998, 3e éd., 208 p. (ISBN 9791030408126). Entretiens avec Gérard Berréby et Francesco Milo.
- Le Temps gage, Editions Noésis , collection Moisson rouge, 2001.
- Alexis Violet, La colonie pénitentiaire pour enfants in La fabrique de la haine, 2002.